# Зайцевский сельсовет (Алтайский край)
Зайцевский сельсовет — муниципальное образование со статусом сельского поселения и административно-территориальное образование в Тальменском районе Алтайского края России. Административный центр — село Зайцево.

## Население
| 1997 | 1998 | 1999 | 2000 | 2001 | 2002 | 2003 | 2004 | 2005 |
| ---- | ---- | ---- | ---- | ---- | ---- | ---- | ---- | ---- |
| 855  | ↘834 | ↗843 | ↗849 | ↗864 | ↘845 | ↗846 | ↘837 | ↘814 |
| 2006 | 2007 | 2008 | 2009 | 2010 | 2011 | 2012 | 2013 | 2014 |
| ↘786 | ↘772 | ↘763 | ↘754 | ↘723 | ↘721 | ↘703 | ↘700 | ↘698 |
| 2015 | 2016 | 2017 | 2018 | 2018 | 2019 | 2020 | 2021 |      |
| ↗706 | ↗732 | ↗746 | ↘733 | →733 | ↗734 | ↘719 | ↘712 |      |

По результатам Всероссийской переписи населения 2010 года, численность населения муниципального образования составила 723 человека, в том числе 350 мужчин и 373 женщины. 

## Населённые пункты
В состав сельского поселения входит один населённый пункт — село Зайцево.
Зайцевский Кордон — упразднённый  в 1985 году посёлок.